# Salbris
Salbris és un municipi francès, situat al departament del Loir i Cher i a la regió de Centre – Vall del Loira. L'any 2007 tenia 5.766 habitants.

## Demografia

### Població
El 2007 la població de fet de Salbris era de 5.766 persones. Hi havia 2.549 famílies, de les quals 889 eren unipersonals (321 homes vivint sols i 568 dones vivint soles), 800 parelles sense fills, 633 parelles amb fills i 227 famílies monoparentals amb fills.
La població ha evolucionat segons el següent gràfic:
Habitants censats

### Habitatges
El 2007 hi havia 3.044 habitatges, 2.586 eren l'habitatge principal de la família, 147 eren segones residències i 311 estaven desocupats. 2.376 eren cases i 658 eren apartaments. Dels 2.586 habitatges principals, 1.539 estaven ocupats pels seus propietaris, 984 estaven llogats i ocupats pels llogaters i 62 estaven cedits a títol gratuït; 36 tenien una cambra, 230 en tenien dues, 640 en tenien tres, 843 en tenien quatre i 836 en tenien cinc o més. 1.781 habitatges disposaven pel capbaix d'una plaça de pàrquing. A 1.336 habitatges hi havia un automòbil i a 825 n'hi havia dos o més.

### Piràmide de població
La piràmide de població per edats i sexe el 2009 era:
| Homes | Edats   | Dones |
| ----- | ------- | ----- |
| 0     | 95 o +  | 20    |
| 32    | 90 a 94 | 60    |
| 36    | 85 a 89 | 72    |
| 60    | 80 a 84 | 80    |
| 100   | 75 a 79 | 112   |
| 136   | 70 a 74 | 184   |
| 176   | 65 a 69 | 208   |
| 176   | 60 a 64 | 168   |
| 136   | 55 a 59 | 160   |
| 188   | 50 a 54 | 184   |
| 168   | 45 a 49 | 208   |
| 224   | 40 a 44 | 172   |
| 232   | 35 a 39 | 252   |
| 213   | 30 a 34 | 208   |
| 164   | 25 a 29 | 248   |
| 148   | 20 a 24 | 124   |
| 164   | 15 a 19 | 176   |
| 188   | 10 a 14 | 176   |
| 212   | 5 a 9   | 164   |
| 128   | 0 a 4   | 152   |

## Economia
El 2007 la població en edat de treballar era de 3.486 persones, 2.548 eren actives i 938 eren inactives. De les 2.548 persones actives 2.280 estaven ocupades (1.193 homes i 1.087 dones) i 268 estaven aturades (147 homes i 121 dones). De les 938 persones inactives 407 estaven jubilades, 243 estaven estudiant i 288 estaven classificades com a «altres inactius».

### Ingressos
El 2009 a Salbris hi havia 2.548 unitats fiscals que integraven 5.614 persones, la mediana anual d'ingressos fiscals per persona era de 17.276 €.

### Activitats econòmiques
Dels 300 establiments que hi havia el 2007, 2 eren d'empreses extractives, 8 d'empreses alimentàries, 3 d'empreses de fabricació de material elèctric, 1 d'una empresa de fabricació d'elements pel transport, 23 d'empreses de fabricació d'altres productes industrials, 40 d'empreses de construcció, 68 d'empreses de comerç i reparació d'automòbils, 9 d'empreses de transport, 31 d'empreses d'hostatgeria i restauració, 1 d'una empresa d'informació i comunicació, 20 d'empreses financeres, 10 d'empreses immobiliàries, 41 d'empreses de serveis, 26 d'entitats de l'administració pública i 17 d'empreses classificades com a «altres activitats de serveis».
Dels 92 establiments de servei als particulars que hi havia el 2009, 1 era una oficina d'administració d'Hisenda pública, 1 gendarmeria, 1 oficina de correu, 6 oficines bancàries, 1 funerària, 10 tallers de reparació d'automòbils i de material agrícola, 2 tallers d'inspecció tècnica de vehicles, 2 autoescoles, 8 paletes, 4 guixaires pintors, 6 fusteries, 6 lampisteries, 7 electricistes, 4 empreses de construcció, 7 perruqueries, 4 veterinaris, 1 agència de treball temporal, 15 restaurants, 3 agències immobiliàries, 1 tintoreria i 2 salons de bellesa.
Dels 30 establiments comercials que hi havia el 2009, 2 eren supermercats, 1 una gran superfície de material de bricolatge, 1 una botiga de més de 120 m², 5 fleques, 4 carnisseries, 1 una botiga de congelats, 2 llibreries, 3 botigues de roba, 2 botigues d'equipament de la llar, 1 una botiga d'equipament de la llar, 2 botigues d'electrodomèstics, 1 una botiga de material de revestiment de parets i terra, 1 un drogueria, 1 una perfumeria i 3 floristeries.
L'any 2000 a Salbris hi havia 4 explotacions agrícoles.

## Equipaments sanitaris i escolars
El 2009 hi havia 3 farmàcies i 1 ambulància.
El 2009 hi havia 2 escoles maternals i 3 escoles elementals. Salbris disposava de 2 col·legis d'educació secundària amb 465 alumnes.

## Poblacions més properes
El següent diagrama mostra les poblacions més properes.